# フジ銀行芸能人査定係
フジ銀行芸能人査定係（）は、2005年から2007年までフジテレビ系列で不定期で放送されていたバラエティ番組である。
計4回放送された。なお正式なタイトルは「フジ銀行芸能人査定係〜芸能人の財布の中身を(秘)徹底チェック〜」である。

## 概要
- 2005年5月の第1回は関東ローカルの深夜枠で放送され、余りに好評だっため2006年の第2回放送からはゴールデンタイムに格上げとなり全国ネットの「カスペ」枠で放送された。内容は芸能人にのプライベート事情に密着し、その金銭事情を徹底検証し金銭の専門家がその芸能人の財布から金銭感覚を評価しA・B・Cとランク付けしていくものだった。

## 司会
- 東野幸治
- 青木さやか

## ナレーション
- 石本沙織(フジテレビアナウンサー)

## 出演
- 吉田一仁(金融アドバイザー)

## 内容
- 第1回:2005年5月2日　※深夜枠・関東ローカル、タイトル名・フジ銀行芸能人貸付係、（ゲスト:青田典子、藤崎奈々子）
- 第2回:2006年5月30日（ゲスト:MEGUMI、中川翔子）
- 第3回:2007年1月30日（ゲスト:西川史子、タカアンドトシ、青田典子、ほしのあき、飯島愛、森三中、細川茂樹、野村克也、曙太郎）

（内容:西川史子ブランド品中毒、タカアンドトシ親孝行中毒、青田典子合コン中毒、ほしのあき美肌中毒、飯島愛コンビニ中毒、森三中妄想結婚中毒、細川茂樹電器屋中毒、野村克也グルメ中毒、曙太郎愛犬溺愛中毒）
- 第4回:2007年6月5日（ゲスト:朝丘雪路、高知東生、千原兄弟、魚住りえ、雛形あきこ、ハリセンボン、ザ・たっち、ギャル曽根、高橋英樹）

（内容:朝丘雪路の休日に密着、高知東生の男磨きに密着、魚住りえの愛犬溺愛に密着、雛形あきこスイーツ三昧に密着、ギャル曽根のスゴイ大食いぶりに密着、千原兄弟㊙芸人温泉、ハリセンボン貧乏生活、ザ・たっち㊙デブ密会）
- 第2回・第3回・第4回はいずれもカスペ枠での放送。

## 視聴率
- 判明分のみ
- 第2回(2006/05/30) 11.0%
- 第3回(2007/01/30) 12.2%
- 第4回(2007/06/05) 12.1%
- いずれも関東地区の数字

## 追記
- 関西地方の関西テレビでは、放送当日にプロ野球中継が放送された為数日遅れの昼間に遅れネットで放送された。

## 参考資料
- ザ・テレビジョン　2007年